# Tennistoernooi van Båstad 2012
Het tennistoernooi van Båstad van 2012 werd van 9 tot en met 22 juli 2012 gespeeld op de gravelbanen van het Båstad Tennisstadion in de Zweedse plaats Båstad. De officiële naam van het toernooi was Swedish Open.
Het toernooi bestond uit twee delen:
- ATP-toernooi van Båstad 2012, het toernooi voor de mannen (9–15 juli)
- WTA-toernooi van Båstad 2012, het toernooi voor de vrouwen (16–22 juli)

ATP-toernooi van Båstad‎ – WTA-toernooi van Båstad

2009 · 2010 · 2011 · 2012 · 2013 · 2014 · 2015 · 2016 · 2017 · 2018 · 2019 · 2020 · 2021 · 2022 · 2023 · 2024